# План действий по членству в НАТО

Расширение НАТО

План действий по членству в НАТО (ПДЧ, англ. Membership Action Plan, MAP) — программа по принятию новых членов в НАТО. Начата в апреле 1999 года. Предназначена для помощи странам, которые планируют стать членами НАТО. Программа предусматривает получение странами-кандидатами обратной связи по поводу их действий, связанных с подготовкой к членству в НАТО и соблюдением стандартов НАТО, по всем основным направлениям (политическому, экономическому, военному, правовому и т. д.).
В настоящий момент в программе участвует Босния и Герцеговина, Грузия выражает своё желание присоединиться к программе.

## Исключения

### Финляндия и Швеция
5 июля 2022 года в штаб-квартире НАТО министры иностранных дел Финляндии — Пекка Хаависто и Швеции — Анн Линде, а также послы 30 стран-участниц НАТО подписали протоколы о вступлении этих двух государств в альянс минуя план действий, немедленно переходя к ратификации протоколов о присоединении.

### Украина
10 июля 2023 года в ходе российско-украинской войны и в преддверии саммита НАТО в Вильнюсе, глава МИД Украины Дмитрий Кулеба и президент Литвы Гитанас Науседа объявили о том, что план действий по членству Украины в НАТО был отменён, что позволит ей вступить в альянс практически сразу после ратификации в национальных парламентах соглашения о её присоединении.